# 韋布 (紐約州)
韋布（英語：Webb）是一個位於美國紐約州赫基默縣的鎮。

## 人口
根據2020年美國人口普查的數據，韋布的面積為1254.45平方千米，當中陸地面積為1171.56平方千米，而水域面積為82.89平方千米。當地共有人口1797人，而人口密度為每平方千米1人。